# مزرعه حاجی صادق
مزرعه حاجی صادق روستایی در دهستان کهدوئیه بخش گاریزات شهرستان تفت استان یزد ایران است.

## جمعیت
بر پایه سرشماری عمومی نفوس و مسکن در سال ۱۳۹۵ این روستا بدون جمعیت بوده‌است.